# پدرو هنریکه اولیویرا
پدرو هنریکه الیویرا کورتس گوئیس (مشهور به پدرو هنریکه) (زاده ۱۷ ژانویه ۱۹۹۲)؛ بازیکن فوتبال برزیلی - تیمور شرقییایی است که در باشگاه سپاهان در لیگ برتر فوتبال ایران توپ می‌زد.

## زندگی شخصی
در ۳ دسامبر ۲۰۱۳ ملیت تیمور شرقی را پذیرفت.

## نگارخانه

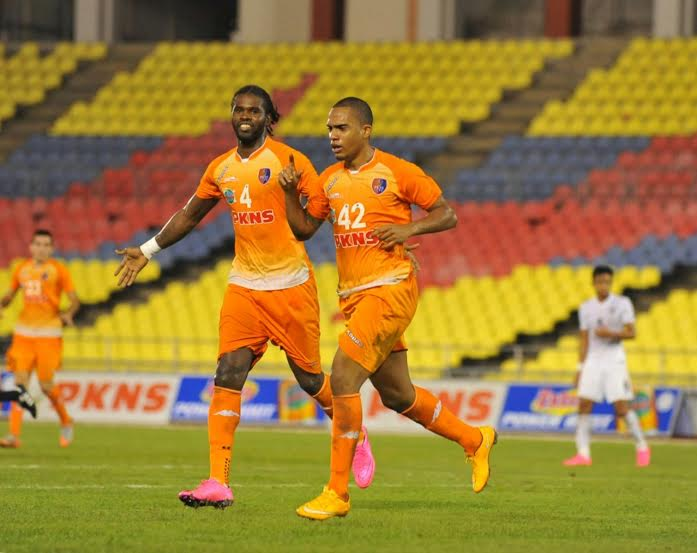